# Гацьківська сільська рада
Гацьківська сільська рада — колишня адміністративно-територіальна одиниця та орган місцевого самоврядування у Фасівському і Володарсько-Волинському районах Коростенської й Волинської округ, Київської та Житомирської областей УРСР з адміністративним центром у селі Гацьківка.

## Населені пункти
Сільській раді на момент ліквідації були підпорядковані населені пункти:
- с. Гацьківка
- с. Стебниця
- с. Ягодинка

## Населення
Кількість населення сільської ради, станом на 1923 рік, становила 1727 осіб.

## Історія та адміністративний устрій
Створена 1923 року в складі сіл Гацьківка, Ягодинка та колонії Стебниця Ушомирської волості Коростенського повіту Волинської губернії. 7 березня 1923 року увійшла до складу новоствореного Фасівського району Коростенської округи. 23 вересня 1925 року, відповідно до постанови ВУЦВК та РНК УСРР «Про зміни в адміністративно-територіальному поділі Житомирської та Коростенської округ», сільську раду передано до складу Володарського (згодом — Володарсько-Волинський) району Волинської округи. Станом на 1929 рік на обліку значиться колонія Ягодинка.
Станом на 1 вересня 1946 року сільська рада входила до складу Володарсько-Волинського району Житомирської області, на обліку в раді перебували села Гацьківка, Стебниця та Ягодинка.
Ліквідована 11 серпня 1954 року, відповідно до указу Президії Верховної Ради УРСР «Про укрупнення сільських рад по Житомирській області», внаслідок об'єднання з Руднєгацьківською та Старобобрицькою сільськими радами до складу новоствореної Ягодинської сільської ради Володарсько-Волинського району Житомирської області.